# 電気自動車市販車一覧

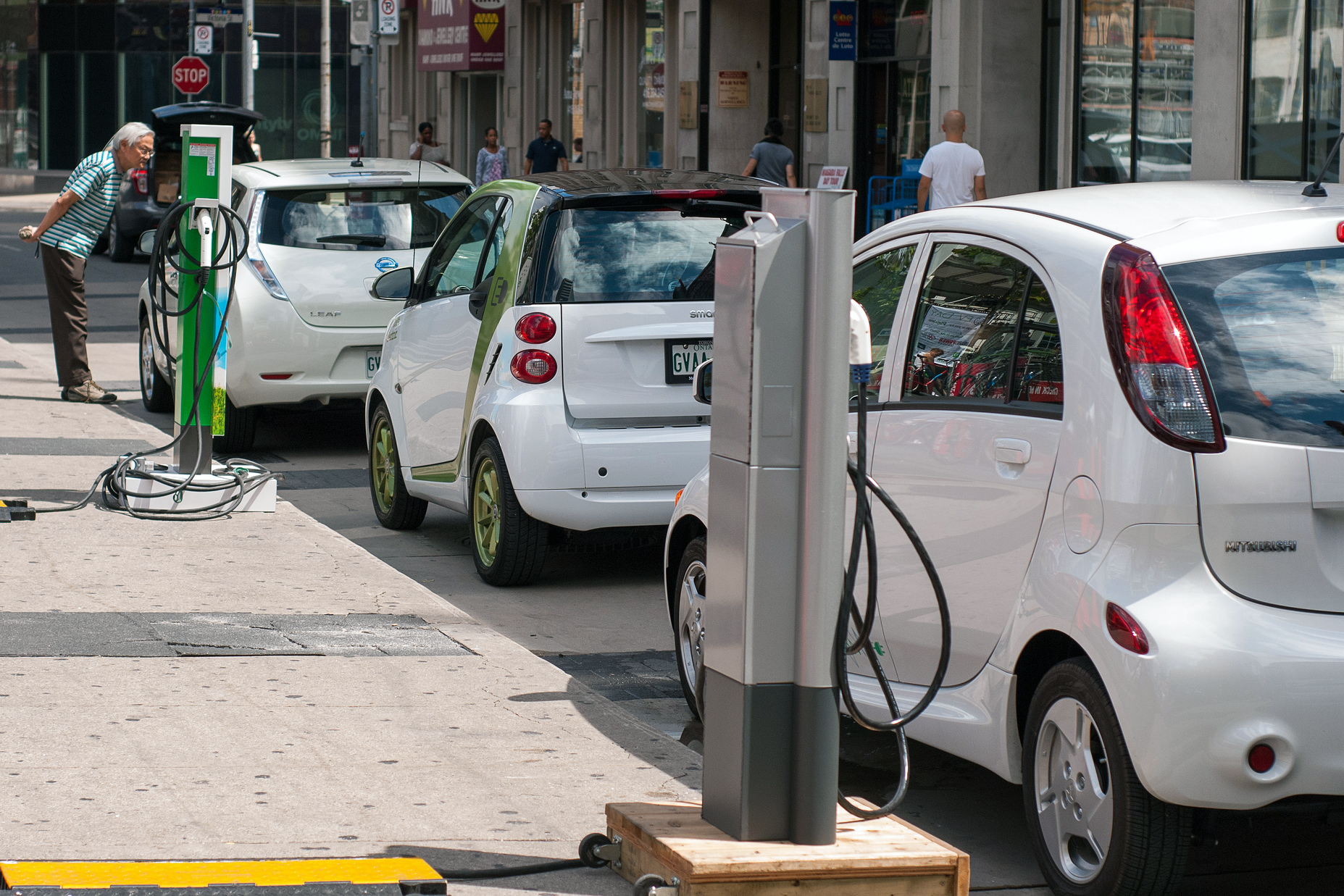
充電ステーションの隣にあるいくつかの電気自動車。奥（左）から手前（右）へ、日産リーフ、スマートフォーツーED 、そして三菱iMiEV 。

## EVの世界シェアランキング
EVの販売台数は中国が圧倒しており、2023年現在のEVの世界シェアランキングトップ10と日本勢の最高位は以下の通りである。
| 順位 | 国籍           | メーカー           |
| ---- | -------------- | ------------------ |
| 1位  | 中華人民共和国 | BYD                |
| 2位  | アメリカ合衆国 | テスラ             |
| 3位  | ドイツ         | BMW                |
| 4位  | 中華人民共和国 | GAC AION           |
| 5位  | ドイツ         | フォルクスワーゲン |
| 6位  | 中華人民共和国 | SGMW               |
| 7位  | 中華人民共和国 | 理想汽車           |
| 8位  | ドイツ         | メルセデス・ベンツ |
| 9位  | 中華人民共和国 | 長安汽車           |
| 10位 | 中華人民共和国 | 吉利汽車           |
| 19位 | 日本           | トヨタ自動車       |

## 日本

### 日産自動車（またはその前身）
- 日産・リーフ 2010年 -
- 日産・e-NV200 2014年-(日本では2019年まで　現在は欧州専売)
- 日産・シルフィ ゼロ・エミッション(中国市場のみ) 2017年-
- 日産・アリア 2021年 -
- 日産・サクラ 2022年 -
- 日産・クリッパーEV（後述の三菱・ミニキャブEVのOEM車） 2024年 -
- 日産・プレジデントEV 1991年
- 日産・セドリックEV 1991年
- 日産・アベニールEV 1994年
- 日産・プレーリージョイEV 1997年（リチウムイオンバッテリー搭載）
- 日産・ルネッサEV（北米ではアルトラEV）1998年（リチウムイオンバッテリー搭載）
- 日産・ハイパーミニ 2000年（リチウムイオンバッテリー搭載）
- たま電気自動車 1947年-1950年（東京電気自動車）

### 三菱自動車工業
- 三菱・i-MiEV
  - 軽自動車時代・2009年 - 2018年
  - 小型自動車時代・2018年 - 2021年
- 三菱・eKクロスEV 2022年 -
- 三菱・ミニキャブMiEVバン→ミニキャブEV 2011年-(販売を中止していたが2022年11月24日に販売再開)
- 三菱・ミニキャブMiEVトラック 2012年-2017年

### 本田技研工業
- ホンダ・EV Plus（リース販売専用）

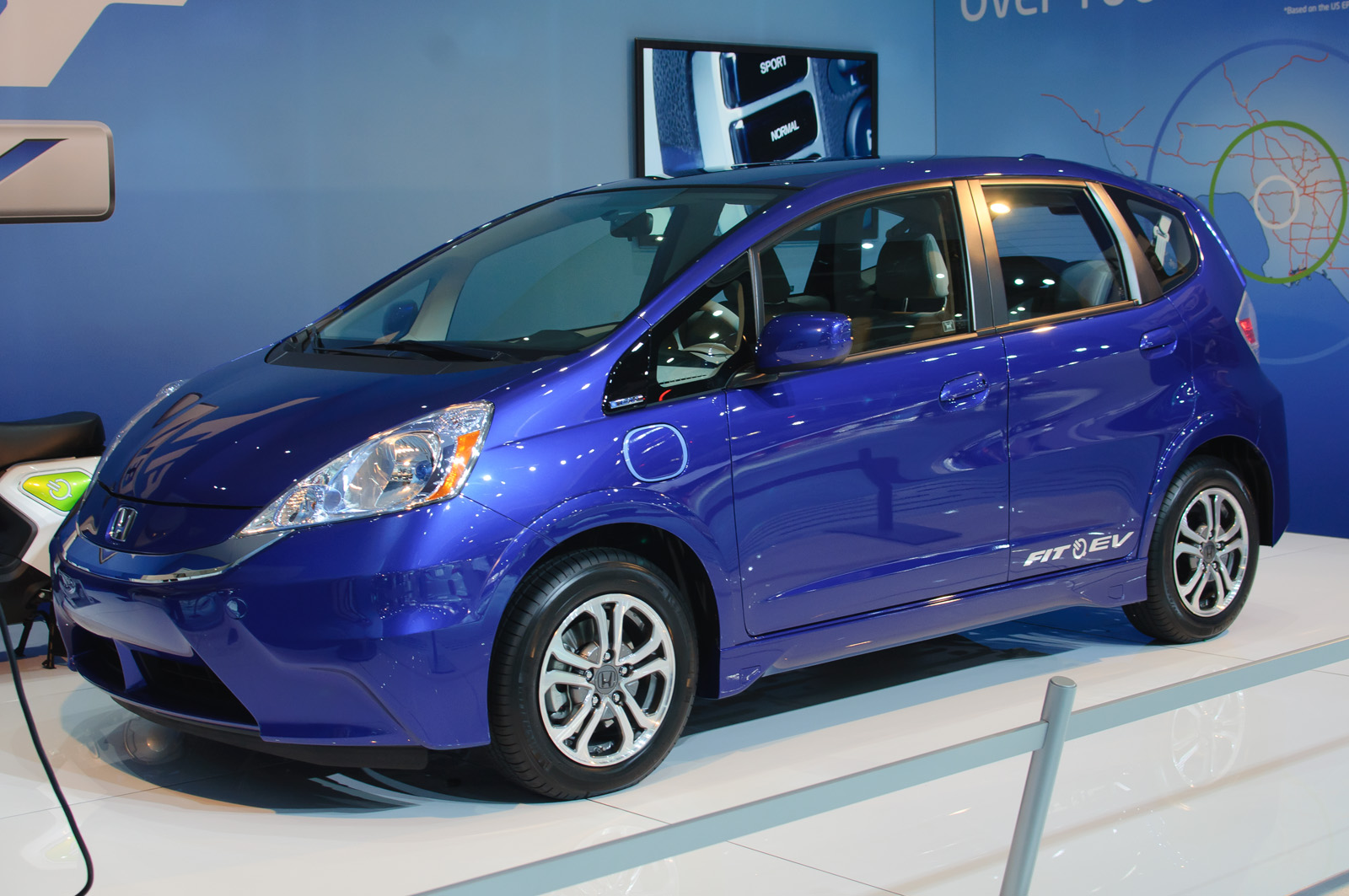
フィットEV（北米仕様）

- ホンダ・フィットEV（北米向け、ただし日本国内ではリース販売専用）
- ホンダ・クラリティ エレクトリック　2016年 - 2021年
- ホンダ・e　2020年 - 2024年

### マツダ
- マツダ・ボンゴEV
- マツダ・デミオEV
- マツダ・MX-30 2020年-

### トヨタ自動車
- トヨタ
  - トヨタ・e-com
  - トヨタ・RAV4 EV
  - トヨタ・C-HR EV / IZOA EV
  - トヨタ・C+pod（基本的にリース販売専用） 2021年 -
  - トヨタ・bZ4X （当初はリース販売専用だったが、後に個人ユーザーへの販売を開始）2022年 -
  - トヨタ・eQ
- レクサス
  - レクサス・UX300e
  - レクサス・RZ

### ダイハツ工業
- ダイハツ・ハイゼットEV
- ダイハツ・アトレーEV
- ダイハツ・フェローMAXEV
- ダイハツ・DBC-1
- ダイハツ・ミニスウェイ

### SUBARU
- スバル・サンバーEV
- スバル・プラグインステラ
- スバル・R1e （計画のみ）
- スバル・ソルテラ（先述のトヨタ・bZ4Xの姉妹車） 2022年 -

### いすゞ自動車
- いすゞ・エルフEV / エルフミオEV エルフEV：2023年 - 、エルフミオEV：2024年 - （両者共にリース専売専用）

### 日野自動車
- 日野・デュトロ Z EV 2022年 - （リース販売専用）

### 三菱ふそうトラック・バス
- 三菱ふそう・eキャンター 2020年 - （リース販売専用）

### 光岡自動車
- 光岡・MC-1EV
- 光岡・CONBOY-88
- 光岡・ライク（三菱・i MiEVベース）
- 光岡・ライクT3 2012年-2022年

### ゼロスポーツ
- ゼロスポーツ・ゼロEVエレクシードRS
- ゼロスポーツ・ゼロEVセラビュー

### その他
- トミーカイラ・ZZ
- アラコ・エブリデーコムス
- CQモーターズ・Q-CAR
- トヨタ車体・コムス
- タウンEV・ZeVe
- シンクトゥギャザー・eCOM-8、eCOM-10
- EVモーターズ・ジャパン・MINI Bus
- EVモーターズ・ジャパン・ City-Bus
- タケオカ自動車工芸

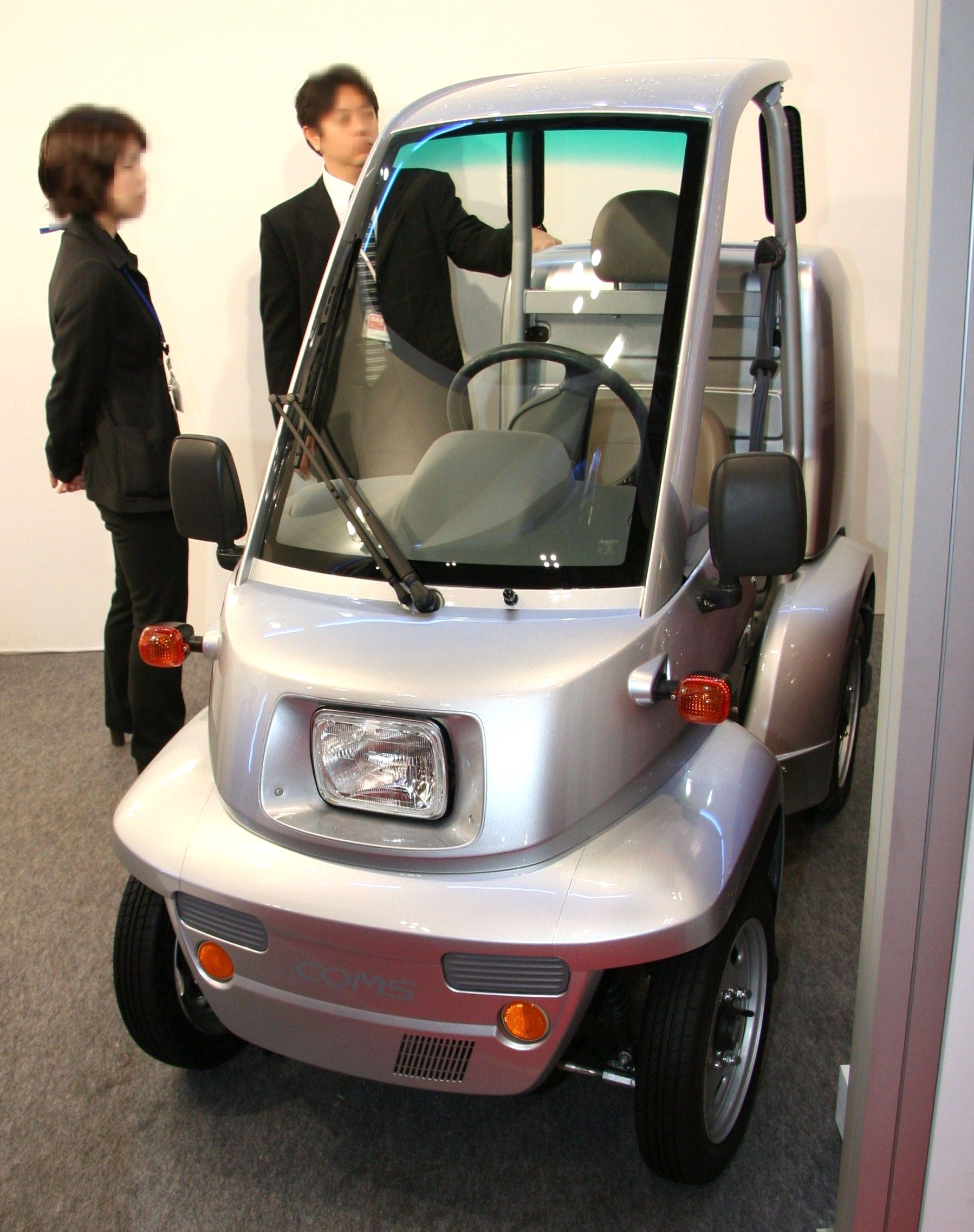
エブリデーコムス デリバリー （アラコ）
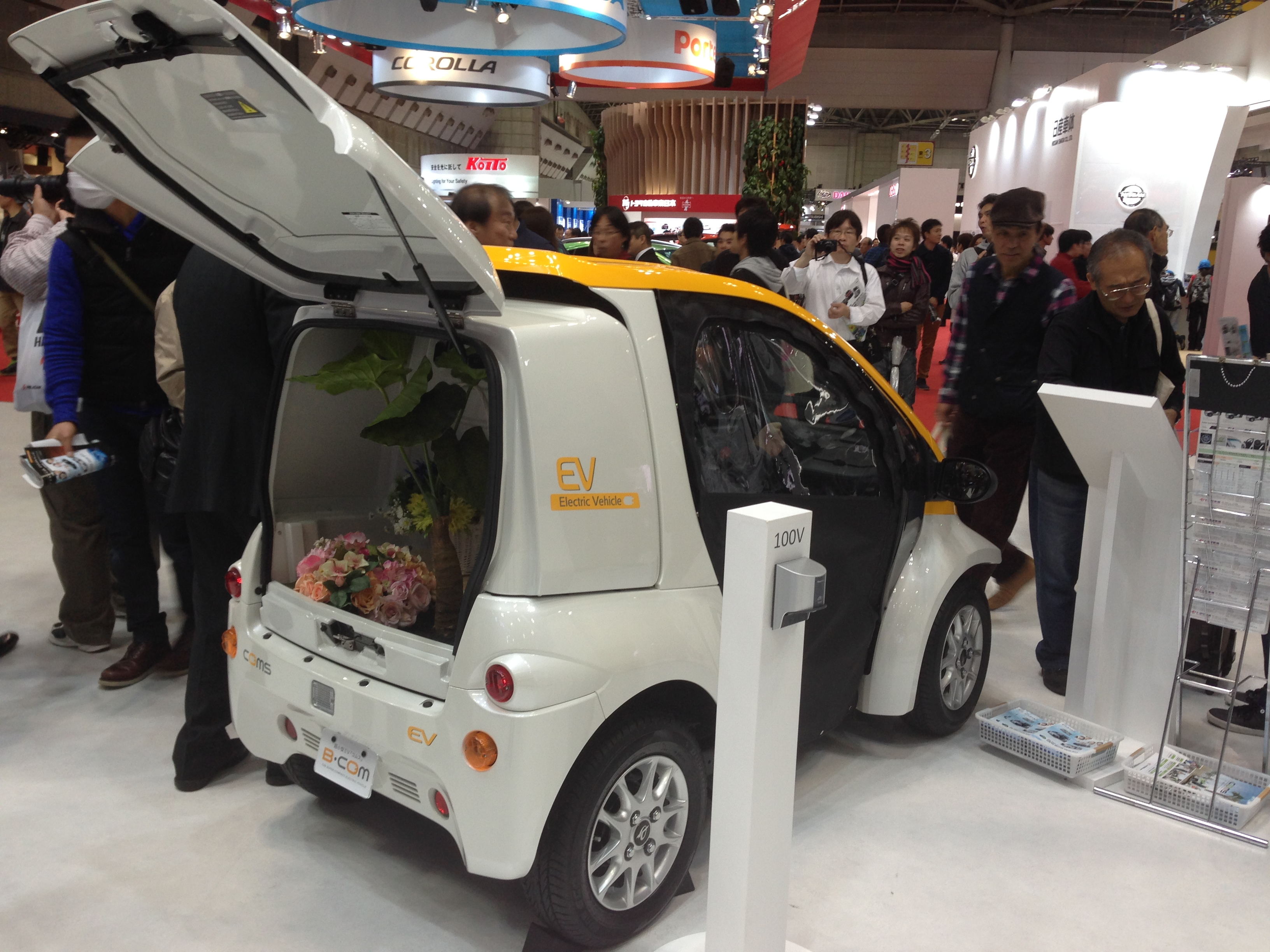
コムス デリバリー （トヨタ車体）
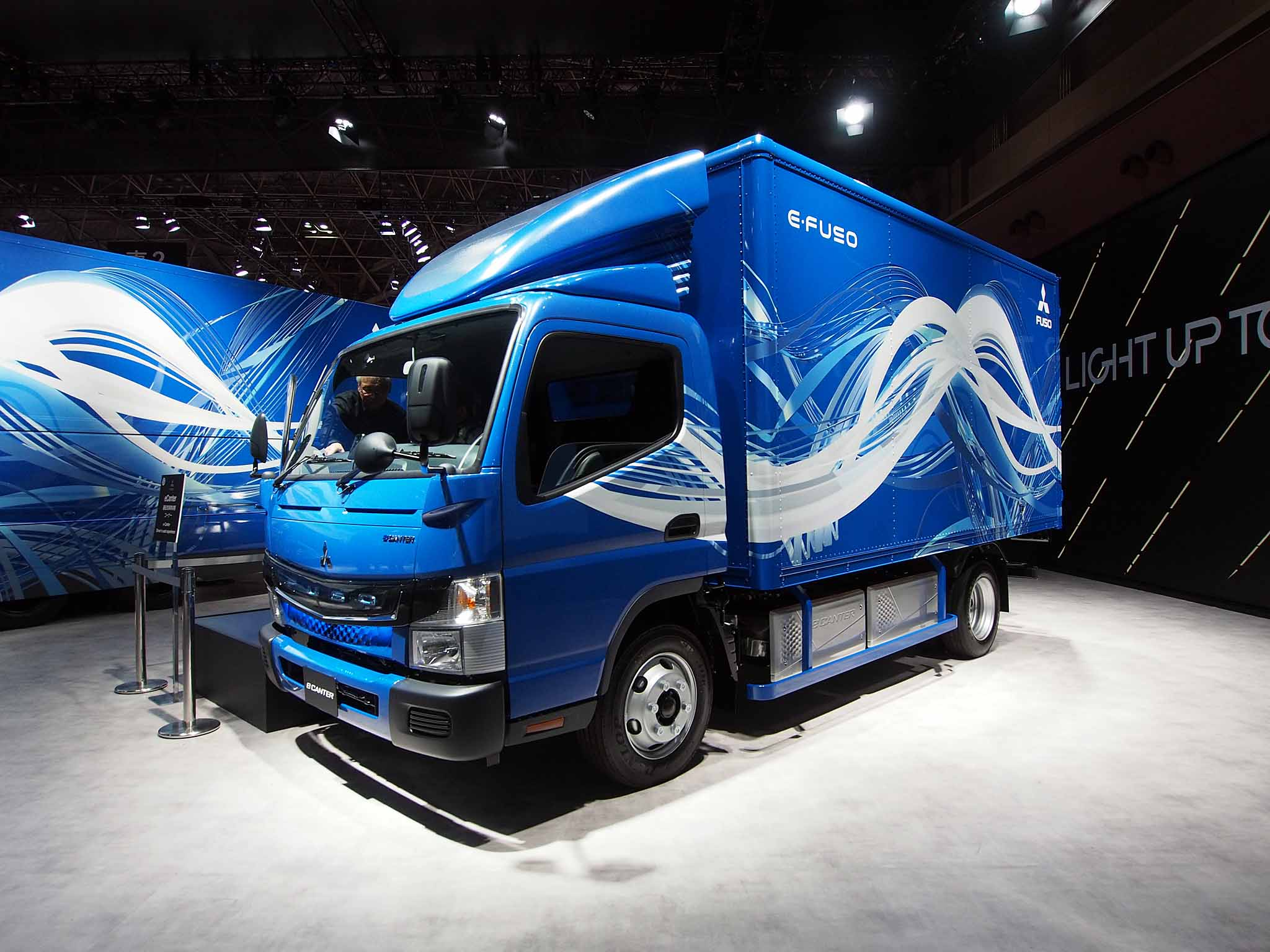
eCanter（三菱ふそうトラック・バス）
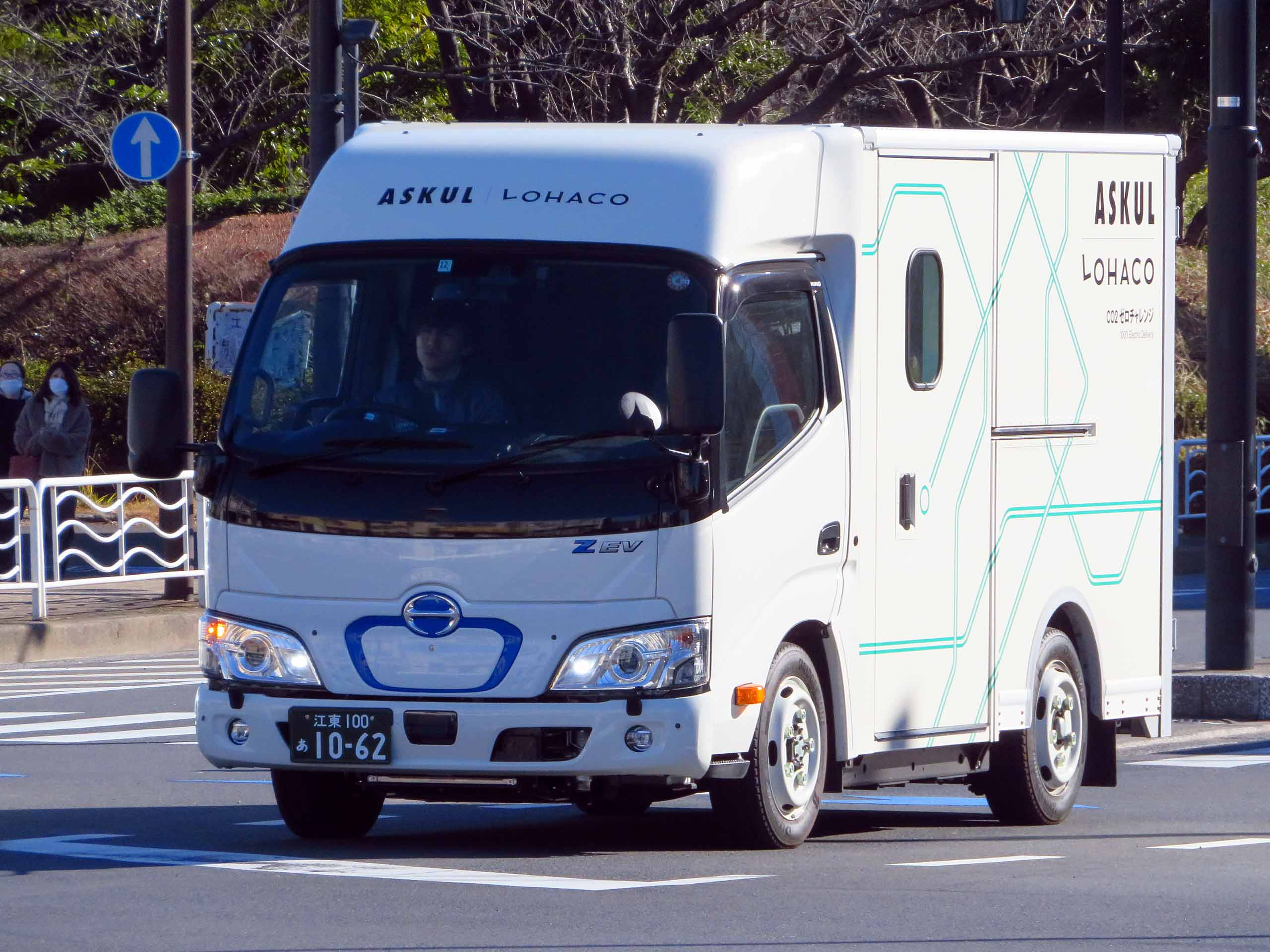
デュトロ Z EV （日野自動車）
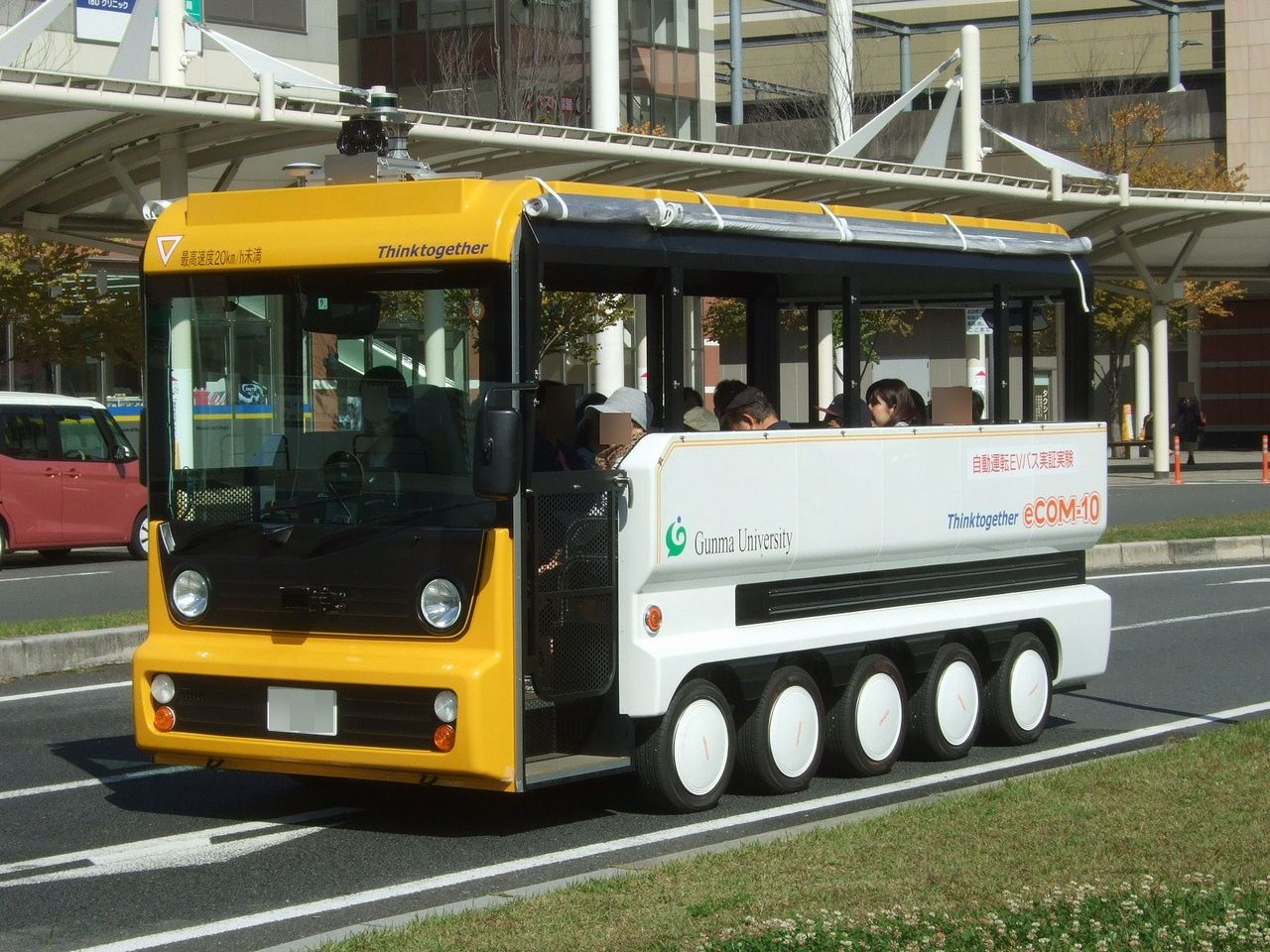
eCOM-10（シンクトゥギャザー）

## アメリカ合衆国

### テスラ
- テスラ・ロードスター
- テスラ・モデルS
- テスラ・モデル3
- テスラ・モデルX
- テスラ・モデルY
- テスラ・サイバートラック
- テスラ・セミ

### ゼネラルモーターズ
- EV1
- キャデラック・リリック
- シボレー・ボルトEV
- シボレー・エクイノックスEV
- シボレー・ブレイザーEV
- シボレー・シルバラードEV
- GMC・ハマーEV
- GMC・シエラEV

### フォード・モーター
- フォード・マスタング Mach-E
- フォード・F-150ライトニング

### その他
- ACプロパルジオン
- リヴィアン・R1S（英語版）
- リヴィアン・R1T（英語版）
- DMC・デロリアンアルファ5
- ルシード・エア
- ルシード・グラビティ
- ウィーゴ・アイリー（英語版Wheego Whip）

## ヨーロッパ諸国

### ドイツ
- メルセデス・ベンツ・グループ
  - メルセデス・ベンツ
    - メルセデス・ベンツ・Bクラス エレクトリック ドライブ
    - メルセデス・ベンツ・EQA
    - メルセデス・ベンツ・EQC
    - メルセデス・ベンツ・EQE
    - メルセデス・ベンツ・EQS
    - メルセデス・ベンツ・EQS SUV

  - スマート
    - スマート・フォーツー エレクトリック ドライブ
    - スマート・EQフォーツー
    - スマート・EQフォーフォー

- フォルクスワーゲングループ
  - フォルクスワーゲン
    - フォルクスワーゲン・E-up!
    - フォルクスワーゲン・e-ゴルフ
    - フォルクスワーゲン・ID.3
    - フォルクスワーゲン・ID.4
    - フォルクスワーゲン・ID.BUZZ

  - アウディ
    - アウディ・Q2L e-tron
    - アウディ・Q4 e-tron
    - アウディ・e-tron(Q8 e-tron)
    - アウディ・e-tron スポーツバック(Q8 e-tron スポーツバック)
    - アウディ・e-tron GT(RS e-tron GT)

  - ポルシェ
    - ポルシェ・タイカン
    - ポルシェ・マカン（2代目以降）

- BMWグループ
  - BMW
    - BMW・i3
    - BMW・i4
    - BMW・i7
    - BMW・iX3
    - BMW・iX

  - ミニ
    - ミニ・クーパー SE

- オペル
  - オペル・アンペラ-e
  - オペル・コルサe
  - モッカ-e

### フランス
- CLEANOVA II Plus
- ヴェンチュリー・フェティッシュ/エクレクティック
- シトロエン・C-ゼロ（三菱・i MiEVベース）
- シトロエン・Eメアリ
- シトロエン・アミ
- シトロエン・ë-C4
- シトロエン・ë-C4 X
- DSオートモビルズ・DS 3 クロスバック E-TENSE
- プジョー・イオン（三菱・i MiEVベース）
- プジョー・e-208
- プジョー・e-2008
- ルノー・カングー Z.E.
- ルノー・フルエンス Z.E.
- ルノー・ゾエ
- ルノー・トゥイージー
- ルノー・メガーヌE-Techエレクトリック

### イタリア
- フィアット・500e
- フィアット・600e
- アバルト・500e
- エストリマ・ビロ
- オートイーブィジャパン株式会社・Girasole

### イギリス
- ジャガー・Iペイス
- ロータス・エヴァイヤ
- ロータス・エレトレ
- ロータス・エメヤ（英語版）
- Modec
- ライトニング・GT

### スコットランド
- スコティッシュ・アヴィエーション・スキャンプ

### スウェーデン
- ボルボ・EX40
- ボルボ・EC40
- ボルボ・EX30
- ボルボ・EX90（英語版）
- ボルボ・EM90（英語版）
- ポールスター・2

### オランダ
- デトロイト・エレクトリック0

### ポーランド
- ジープ・アベンジャー

## アジア（日本以外）

### 韓国
- 現代自動車グループ
  - ヒョンデ
    - 乗用車(ヒョンデブランド)
      - アイオニックEV
      - コナ・エレクトリック
      - 北京現代・ラフェスタEV
      - アイオニック・5
      - アイオニック・6

    - 商用車
      - エレクシティ
      - カウンティ・エレクトリック

    - ジェネシスブランド車
      - ELECTRIFIED G80
      - ELECTRIFIED GV70
      - GV60

  - キア
    - レイEV
    - ソウルEV
    - ニロEV
    - EV6
    - EV9
- CT&T・eZone - 日本ではマティスを輸入する株式会社オートレックスがインポーターとなり、NAFCA加盟店の事業者が販売する。
- ADモータース・チェンジ - 日本国内での販売もe-Zoneと同じ。
- ルノーサムスン・SM3 Z.E.
- スピラ
- シボレー・スパーク EV

### 中国
- AITO・M5 EV
- BYD・e6
- BYD・漢 EV
- BYD・元 EV
- BYD・秦 Pro EV
- BYD・宋 Pro EV
- Leapmotor・C01　他
- NIO・EC6
- NIO・EP9
- NIO・ES6
- NIO・ES8
- Xiaomi・SU7
- Zeekr・001　他
- 威馬汽車・EX5
- 合衆汽車・Neta・S　他
- 奇瑞汽車・eQ
- 広州汽車・Aion
- 上海汽車・MG・ZS EV
  - 栄威 Ei5 EV
- 上汽通用五菱汽車・宏光MINI EV
  - 宝駿 Eシリーズ
- 小鵬汽車・G3
- 小鵬汽車・P7
- 長安汽車・逸動 EV
- 長城汽車・ORA R1
- 北京汽車・EUシリーズ

### インド
- REVA

## 高速道路対応
最高速度が時速80km(50mph)を超える電気自動車